# Fabian Müller
Fabian Müller (Berchtesgarden, 6 novembre 1986) è un ex calciatore tedesco, di ruolo centrocampista.

## Caratteristiche tecniche
Esterno destro, può giocare come terzino su entrambe le fasce.

## Palmarès

### Club

#### Competizioni nazionali
- Campionato tedesco di seconda divisione: 1

Kaiserslautern: 2009-2010
- 3. Liga: 1

Dinamo Dresda: 2015-2016